# Théophile de Giraud
Théophile de Giraud (nacido el 19 de noviembre de 1968) es un escritor, filósofo y activista belga francófono.

## Trabajo literario
Publicado en 2000, el primer libro de Giraud, La impertinencia de la procreación, es un alegato contra la reproducción humana, utilizando una mezcla de humor y provocación. Conocido por sus muchas excentricidades, Giraud fue incluido en la antología Les Fous Littéraires del patafísico André Blavier.
El ensayo de Giraud El arte de guillotinar a los procreadores: manifiesto antinatalista, publicado en 2006, es una reescritura de su primer trabajo. El mensaje central de la obra es: «Si amas a los niños, no los crees». Después de haber intentado demostrar que la vida es solo dolor y que la ética es incompatible con la reproducción,  Giraud abogó por la formación escolar para la paternidad, la adopción y una huelga de procreación para acabar con la reproducción impuesta por el patriarcado.  Giraud citó a muchos autores clásicos para ilustrar sus puntos.
En un registro diferente, descrito como un «dandy punk en ruptura», publicó en 2008 un ensayo poético sobre la Coldwave, titulado Amor frío, sexo satánico y suicidio divertido, con un prefacio escrito por Jean-Luc. De Meyer, cantante de Front 242. A través de numerosos extractos de canciones, repasa varios temas del movimiento Coldwave y el origen del movimiento gótico, como el amor al sexo y a la muerte, el odio a la familia e incluso la celebración del fin del mundo y de la raza humana;  todo con un estilo humorístico e inventivo.
Giraud también contribuyó al libro colectivo Menos, más felices: la urgencia de repensar la demografía, recopilado por Michel Sourrouille. 

## Activismo
Figura del movimiento antinatalista y «sin hijos», Giraud es uno de los cocreadores del Día de los No Padres, celebrado entre 2009 y 2011, alternativamente en Bruselas y París. En 2008, cubrió con pintura roja una estatua de Leopoldo II en Bruselas, para denunciar la valoración pública del rey que instauró el sistema colonial del Congo Belga. En 2012, organizó un evento antinatalista en París para llamar la atención sobre el tabú de la superpoblación y sobre el valor de negarse a dar a luz por razones ecológicas. 

## Premios
- Ganador de la Fundación Vocacional Belga (1998) [2]
- «Hombre sin hijos» del año (2013) [20]

## Trabajos seleccionados
- The Impertinence of Procreation, Bruselas, autoeditado, 2000.
- One Hundred Necromantic Haikus, prefacio de Jean-Pierre Verheggen, prólogo y epílogo de André Stas, Spa, ed. Galopin, 2004 (ISBN 9782916086071).
- The Art of Guillotining Procreators: An Anti-natalist Manifesto, Nancy, ed. El Mort-Qui-Trompe, 2006 (ISBN 978-2916502007).
- Diogenesis, Fluorescent Poems to Wait Between Two Genocides, Bruselas, ed. Vorágine, 2008 (ISBN 978-2-9303-5587-0).
- Cold Love, Satanic Sex and Funny Suicide, prefacio de Jean-Luc De Meyer, Nancy, ed. El Mort-Qui-Trompe, 2008 (ISBN 9782916502076).
- Aphorisms for the Use of Future Familicides, prefacio de Corinne Maier, prólogo de Serge Poliart, Bruselas, ed. Vorágine, 2013 (ISBN 2-9165-0200-9).
- The Childfree Christ: Antinatalism in Early Christianity, ed. AFNIL, 2021 (ISBN 978-2960273700).